# Verein für Bewegungsspiele Stuttgart 1893 1979-1980
Questa voce raccoglie le informazioni riguardanti il Verein für Bewegungsspiele Stuttgart 1893 nelle competizioni ufficiali della stagione 1979-1980.

## Stagione
Nella stagione 1979-1980 il Stoccarda, allenato da Lothar Buchmann, concluse il campionato di Bundesliga al 3º posto. In Coppa di Germania il Stoccarda fu eliminato ai quarti di finale dal Borussia Dortmund. In Coppa UEFA il Stoccarda fu eliminato in semifinale dal Borussia M'gladbach.

## Rosa
| N. |                     | Ruolo | Calciatore        |
| -- | ------------------- | ----- | ----------------- |
|    | Germania (bandiera) | P     | Uwe Greiner       |
|    | Germania (bandiera) | P     | Helmut Roleder    |
|    | Germania (bandiera) | P     | Gerhard Welz      |
|    | Germania (bandiera) | D     | Bernd Förster     |
|    | Germania (bandiera) | D     | Karlheinz Förster |
|    | Serbia (bandiera)   | D     | Dragan Holcer     |
|    | Germania (bandiera) | D     | Bernd Martin      |
|    | Germania (bandiera) | D     | Rainer Rühle      |
|    | Germania (bandiera) | D     | Arno Schäfer      |
|    | Germania (bandiera) | C     | Helmut Dietterle  |
|    | Germania (bandiera) | C     | Markus Elmer      |

| N. |                     | Ruolo | Calciatore          |
| -- | ------------------- | ----- | ------------------- |
|    | Germania (bandiera) | C     | Erwin Hadewicz      |
|    | Austria (bandiera)  | C     | Roland Hattenberger |
|    | Germania (bandiera) | C     | Hansi Müller        |
|    | Germania (bandiera) | C     | Hermann Ohlicher    |
|    | Germania (bandiera) | C     | Bernd Schmider      |
|    | Germania (bandiera) | A     | Harald Beck         |
|    | Germania (bandiera) | A     | Robert Birner       |
|    | Germania (bandiera) | A     | Klaus-Dieter Jank   |
|    | Germania (bandiera) | A     | Walter Kelsch       |
|    | Germania (bandiera) | A     | Bernd Klotz         |
|    | Germania (bandiera) | A     | Georg Volkert       |

## Organigramma societario
Area tecnica
- Allenatore: Lothar Buchmann
- Allenatore in seconda:
- Preparatore dei portieri:
- Preparatori atletici:

## Calciomercato

### Sessione estiva
| Acquisti | Acquisti       | Acquisti     | Acquisti |
| R.       | Nome           | da           | Modalità |
| -------- | -------------- | ------------ | -------- |
| P        | Uwe Greiner    | Stoccarda II |          |
| C        | Bernd Schmider | Norimberga   |          |
| P        | Gerhard Welz   | TeBe Berlino |          |

| Cessioni | Cessioni      | Cessioni              | Cessioni |
| R.       | Nome          | a                     | Modalità |
| -------- | ------------- | --------------------- | -------- |
| P        | Klaus Funk    | Eintracht Francoforte |          |
| A        | Dieter Hoeneß | Bayern Monaco         |          |

### Sessione invernale
| Acquisti | Acquisti | Acquisti | Acquisti |
| R.       | Nome     | da       | Modalità |
| -------- | -------- | -------- | -------- |

| Cessioni | Cessioni | Cessioni | Cessioni |
| R.       | Nome     | a        | Modalità |
| -------- | -------- | -------- | -------- |

## Risultati

### Bundesliga

#### Girone di andata
| Arbitro: | Niemann |

|           |           |             |
| Kempe 50’ | Marcatori | 37’ Förster |

| Arbitro: | Hennig |

|                                             |           |              |
| Förster 48’ Ohlicher 70’ Volkert 84’ (rig.) | Marcatori | 88’ Bongartz |

| Arbitro: | Horstmann |

|                        |           |  |
| Hölzenbein 49’ Cha 52’ | Marcatori |  |

| Arbitro: | Roth |

|                                       |           |  |
| Müller 48’ Hattenberger 75’ Klotz 88’ | Marcatori |  |

| Arbitro: | Eschweiler |

|                                   |           |                                   |
| Möhlmann 52’ Burdenski 57’ (rig.) | Marcatori | 45’ Müller 51’ Volkert 90’ Kelsch |

| Arbitro: | Linn |

|                         |           |  |
| Kelsch 15’ Ohlicher 90’ | Marcatori |  |

| Arbitro: | Assenmacher |

|              |           |           |
| Hofeditz 35’ | Marcatori | 74’ Klotz |

| Arbitro: | Brückner |

|           |           |                          |
| Klotz 33’ | Marcatori | 21’ Burgsmüller 78’ Vöge |

| Arbitro: | Quindeau |

|                                                      |           |                 |
| Schmitz 16’ Allofs 45’, 83’ Seel 51’, 84’ Allofs 67’ | Marcatori | 54’, 87’ Müller |

| Arbitro: | Meuser |

|           |           |                                |
| Klotz 59’ | Marcatori | 46’ Oswald 63’ Abel 72’ Kaczor |

| Arbitro: | Burgers |

|                             |           |  |
| Hattenberger 21’ Müller 90’ | Marcatori |  |

| Arbitro: | Horeis |

|          |           |                             |
| Szech 8’ | Marcatori | 27’, 29’ Müller 42’ Förster |

| Stoccarda 17 novembre 1979, ore 15:30 CET 13ª giornata | Stoccarda | 0 – 0 referto | Schalke 04 | Neckarstadion (37 000 spett.)\| Arbitro: \| Horstmann \| |
| Arbitro:                                               | Horstmann |               |            |                                                          |

| Arbitro: | Hennig |

|                                     |           |                          |
| Hrubesch 50’ Hartwig 70’ Keegan 71’ | Marcatori | 29’ Ohlicher 39’ Volkert |

| Arbitro: | Heitmann |

|                                                     |           |  |
| Müller 1’ Volkert 24’ (rig.), 88’ (rig.) Kelsch 72’ | Marcatori |  |

| Arbitro: | Luca |

|                                             |           |  |
| Rummenigge 10’ Hoeneß 12’ Breitner 28’, 75’ | Marcatori |  |

| Arbitro: | Ahlenfelder |

|                                                                 |           |  |
| Volkert 33’ (rig.) Müller 71’ Ohlicher 74’ Martin 88’ Elmer 89’ | Marcatori |  |

#### Girone di ritorno
| Arbitro: | Engel |

|                        |           |  |
| Müller 34’ Volkert 89’ | Marcatori |  |

| Arbitro: | Waltert |

|                           |           |             |
| Geye 55’ Neues 78’ (rig.) | Marcatori | 83’ Förster |

| Arbitro: | Eschweiler |

|                                      |           |                      |
| Müller 49’ Klotz 55’ Kelsch 57’, 58’ | Marcatori | 39’ Borchers 80’ Cha |

| Arbitro: | Roth |

|                           |           |                         |
| Littbarski 50’ Strack 87’ | Marcatori | 49’ Hadewicz 74’ Kelsch |

| Arbitro: | Uhlig |

|                                                                 |           |            |
| Müller 7’ Förster 67’ Volkert 76’ (rig.), 79’ (rig.) Kelsch 89’ | Marcatori | 30’ Dreßel |

| Arbitro: | Meuser |

|                                          |           |                         |
| Funkel 16’ (rig.), 72’ Mattsson 39’, 78’ | Marcatori | 45’ Förster 85’ Förster |

| Arbitro: | Stäglich |

|              |           |             |
| Ohlicher 59’ | Marcatori | 25’ Raubold |

| Arbitro: | Horstmann |

|                      |           |                                           |
| Geyer 51’ Votava 57’ | Marcatori | 25’, 69’ Kelsch 66’ Schmider 73’ Ohlicher |

| Arbitro: | Luca |

|                                                     |           |          |
| Förster 44’ Kelsch 52’ Martin 55’, 87’ Ohlicher 61’ | Marcatori | 58’ Seel |

| Arbitro: | Horeis |

|  |           |             |
|  | Marcatori | 20’ Förster |

| Arbitro: | Eschweiler |

|  |           |                         |
|  | Marcatori | 37’ Müller 61’ Ohlicher |

| Arbitro: | Linn |

|                                          |           |                              |
| Müller 14’ Martin 27’ (rig.), 74’ (rig.) | Marcatori | 29’ (rig.) Demuth 78’ Gniech |

| Arbitro: | Gabor |

|  |           |                                 |
|  | Marcatori | 43’, 81’ Klotz 51’, 84’ Volkert |

| Arbitro: | Hennig |

|                         |           |                   |
| Kelsch 19’ Ohlicher 52’ | Marcatori | 13’, 27’ Hrubesch |

| Arbitro: | Linn |

|           |           |             |
| Kulik 26’ | Marcatori | 7’ Ohlicher |

| Arbitro: | Messmer |

|                    |           |                              |
| Volkert 84’ (rig.) | Marcatori | 45’, 61’ Horsmann 86’ Hoeneß |

| Arbitro: | Horstmann |

|                                          |           |                           |
| Rasmussen 11’ Sidka 29’, 74’ Sziedat 35’ | Marcatori | 21’ Jank 72’ Hattenberger |

### Coppa di Germania
| Arbitro: | Winkler |

|  |           |                             |
|  | Marcatori | 15’ Ohlicher 82’, 86’ Klotz |

| Arbitro: | Röder |

|                                                                                             |           |                        |
| Klotz 2’, 28’, 50’ Volkert 5’, 43’ (rig.) Förster 7’ Ohlicher 8’, 65’ Martin 41’ Müller 89’ | Marcatori | 37’ Hammes 72’ Reiners |

| Arbitro: | Stäglich |

|                          |           |                                       |
| Bruns 61’ Tripbacher 72’ | Marcatori | 18’ Ohlicher 83’ Förster 97’ Hadewicz |

| Arbitro: | Redelfs |

|                               |           |                             |
| Volkert 60’ Ohlicher 67’, 69’ | Marcatori | 28’ Hölzenbein 41’ Borchers |

| Arbitro: | Heitmann |

|                                              |           |             |
| Förster 37’ (aut.) Frank 40’ Burgsmüller 81’ | Marcatori | 66’ Förster |

### Coppa UEFA
| Arbitro: | Correia |

|            |           |  |
| Kelsch 70’ | Marcatori |  |

| Arbitro: | Zade |

|                        |           |               |
| Sala 68’ Graziani 104’ | Marcatori | 120’ Ohlicher |

| Arbitro: | Wöhrer |

|           |           |             |
| Weber 34’ | Marcatori | 44’ Förster |

| Stoccarda 7 novembre 1979 Secondo turno | Stoccarda | 0 – 0 referto | Dinamo Dresda | Neckarstadion (70 000 spett.)\| Arbitro: \| Partridge \| |
| Arbitro:                                | Partridge |               |               |                                                          |

| Arbitro: | Christov |

|  |           |                        |
|  | Marcatori | 14’ Klotz 78’ Hadewicz |

| Arbitro: | Beck |

|                                 |           |  |
| Müller 4’ Martin 34’ Kelsch 59’ | Marcatori |  |

| Arbitro: | Rauš |

|                                    |           |           |
| Müller 30’ Volkert 35’ (rig.), 76’ | Marcatori | 29’ Kolev |

| Arbitro: | Thomas |

|  |           |             |
|  | Marcatori | 7’ Ohlicher |

| Arbitro: | Courtney |

|                                 |           |            |
| Ohlicher 87’ Volkert 90’ (rig.) | Marcatori | 74’ Nickel |

| Arbitro: | Fredriksson |

|                          |           |  |
| Matthäus 23’ Schäfer 68’ | Marcatori |  |

## Statistiche

### Statistiche di squadra
| Competizione      | Punti | In casa | In casa | In casa | In casa | In casa | In casa | In trasferta | In trasferta | In trasferta | In trasferta | In trasferta | In trasferta | Totale | Totale | Totale | Totale | Totale | Totale | DR  |
| Competizione      | Punti | G       | V       | N       | P       | Gf      | Gs      | G            | V            | N            | P            | Gf           | Gs           | G      | V      | N      | P      | Gf     | Gs     | DR  |
| ----------------- | ----- | ------- | ------- | ------- | ------- | ------- | ------- | ------------ | ------------ | ------------ | ------------ | ------------ | ------------ | ------ | ------ | ------ | ------ | ------ | ------ | --- |
| Bundesliga        | 41    | 17      | 11      | 3       | 3       | 44      | 18      | 17           | 6            | 4            | 7            | 31           | 35           | 34     | 17     | 7      | 10     | 75     | 53     | +22 |
| Coppa di Germania | -     | 2       | 2       | 0       | 0       | 13      | 4       | 3            | 2            | 0            | 1            | 7            | 5            | 5      | 4      | 0      | 1      | 20     | 9      | +11 |
| Coppa UEFA        | -     | 5       | 4       | 1       | 0       | 9       | 2       | 5            | 2            | 1            | 2            | 5            | 5            | 10     | 6      | 2      | 2      | 14     | 7      | +7  |
| Totale            | 41    | 24      | 17      | 4       | 3       | 66      | 24      | 25           | 10           | 5            | 10           | 43           | 45           | 49     | 27     | 9      | 13     | 109    | 69     | +40 |

### Andamento in campionato
| Giornata  | 1 | 2 | 3  | 4 | 5 | 6 | 7 | 8 | 9 | 10 | 11 | 12 | 13 | 14 | 15 | 16 | 17 | 18 | 19 | 20 | 21 | 22 | 23 | 24 | 25 | 26 | 27 | 28 | 29 | 30 | 31 | 32 | 33 | 34 |
| --------- | - | - | -- | - | - | - | - | - | - | -- | -- | -- | -- | -- | -- | -- | -- | -- | -- | -- | -- | -- | -- | -- | -- | -- | -- | -- | -- | -- | -- | -- | -- | -- |
| Luogo     | T | C | T  | C | T | C | T | C | T | C  | C  | T  | C  | T  | C  | T  | C  | C  | T  | C  | T  | C  | T  | C  | T  | C  | T  | T  | C  | T  | C  | T  | C  | T  |
| Risultato | N | V | P  | V | V | V | N | P | P | P  | V  | V  | N  | P  | V  | P  | V  | V  | P  | V  | N  | V  | P  | N  | V  | V  | V  | V  | V  | V  | N  | N  | P  | P  |
| Posizione | 7 | 3 | 10 | 5 | 5 | 2 | 3 | 4 | 6 | 10 | 8  | 8  | 8  | 8  | 7  | 8  | 7  | 7  | 7  | 6  | 6  | 5  | 6  | 5  | 4  | 4  | 3  | 3  | 3  | 3  | 3  | 3  | 3  | 3  |

Legenda:

Luogo: C = Casa; T = Trasferta. Risultato: V = Vittoria; N = Pareggio; P = Sconfitta.

### Statistiche dei giocatori
| Giocatore       | Bundesliga | Bundesliga | Bundesliga  | Bundesliga | Coppa di Germania | Coppa di Germania | Coppa di Germania | Coppa di Germania | Coppa UEFA | Coppa UEFA | Coppa UEFA  | Coppa UEFA | Totale   | Totale | Totale      | Totale     |
| Giocatore       | Presenze   | Reti       | Ammonizioni | Espulsioni | Presenze          | Reti              | Ammonizioni       | Espulsioni        | Presenze   | Reti       | Ammonizioni | Espulsioni | Presenze | Reti   | Ammonizioni | Espulsioni |
| --------------- | ---------- | ---------- | ----------- | ---------- | ----------------- | ----------------- | ----------------- | ----------------- | ---------- | ---------- | ----------- | ---------- | -------- | ------ | ----------- | ---------- |
| H. Beck         | 2          | 0          | 0           | 0          | 0                 | 0                 | 0                 | 0                 | 2          | 0          | 0           | 0          | 4        | 0      | 0           | 0          |
| R. Birner       | 0          | 0          | 0           | 0          | 0                 | 0                 | 0                 | 0                 | 0          | 0          | 0           | 0          | 0        | 0      | 0           | 0          |
| H. Dietterle    | 0          | 0          | 0           | 0          | 0                 | 0                 | 0                 | 0                 | 0          | 0          | 0           | 0          | 0        | 0      | 0           | 0          |
| M. Elmer        | 22         | 1          | 1           | 0          | 1                 | 0                 | 0                 | 0                 | 7          | 0          | 0           | 0          | 30       | 1      | 1           | 0          |
| B. Förster      | 34         | 7          | 3           | 0          | 5                 | 0                 | 0                 | 0                 | 10         | 0          | 0           | 0          | 49       | 7      | 3           | 0          |
| K. Förster      | 31         | 2          | 4           | 0          | 5                 | 3                 | 0                 | 0                 | 8          | 1          | 0           | 0          | 44       | 6      | 4           | 0          |
| U. Greiner      | 9          | 0          | 0           | 0          | 0                 | 0                 | 0                 | 0                 | 4          | 0          | 0           | 0          | 13       | 0      | 0           | 0          |
| E. Hadewicz     | 25         | 1          | 2           | 0          | 4                 | 1                 | 0                 | 0                 | 5          | 1          | 0           | 0          | 34       | 3      | 2           | 0          |
| R. Hattenberger | 30         | 3          | 4           | 0          | 3                 | 0                 | 2                 | 0                 | 10         | 0          | 0           | 0          | 43       | 3      | 6           | 0          |
| D. Holcer       | 28         | 0          | 6           | 0          | 5                 | 0                 | 2                 | 0                 | 9          | 0          | 0           | 0          | 42       | 0      | 8           | 0          |
| K. Jank         | 10         | 1          | 0           | 0          | 1                 | 0                 | 0                 | 0                 | 3          | 0          | 0           | 0          | 14       | 1      | 0           | 0          |
| W. Kelsch       | 30         | 11         | 0           | 0          | 5                 | 0                 | 0                 | 0                 | 8          | 2          | 0           | 0          | 43       | 13     | 0           | 0          |
| B. Klotz        | 25         | 7          | 2           | 0          | 3                 | 5                 | 0                 | 0                 | 8          | 1          | 0           | 0          | 36       | 13     | 2           | 0          |
| B. Martin       | 29         | 5          | 2           | 0          | 5                 | 1                 | 1                 | 0                 | 10         | 1          | 0           | 0          | 44       | 7      | 3           | 0          |
| H. Müller       | 32         | 14         | 3           | 0          | 4                 | 1                 | 1                 | 0                 | 10         | 2          | 0           | 0          | 46       | 17     | 4           | 0          |
| H. Ohlicher     | 34         | 10         | 3           | 0          | 5                 | 6                 | 0                 | 0                 | 9          | 3          | 0           | 0          | 48       | 19     | 3           | 0          |
| H. Roleder      | 25         | 0          | 0           | 0          | 5                 | 0                 | 0                 | 0                 | 6          | 0          | 0           | 0          | 36       | 0      | 0           | 0          |
| R. Rühle        | 6          | 0          | 0           | 0          | 0                 | 0                 | 0                 | 0                 | 2          | 0          | 0           | 0          | 8        | 0      | 0           | 0          |
| B. Schmider     | 25         | 1          | 0           | 0          | 4                 | 0                 | 0                 | 0                 | 9          | 0          | 0           | 0          | 38       | 1      | 0           | 0          |
| A. Schäfer      | 0          | 0          | 0           | 0          | 0                 | 0                 | 0                 | 0                 | 0          | 0          | 0           | 0          | 0        | 0      | 0           | 0          |
| G. Volkert      | 27         | 12         | 5           | 0          | 3                 | 3                 | 0                 | 0                 | 7          | 3          | 0           | 0          | 37       | 18     | 5           | 0          |
| G. Welz         | 1          | 0          | 0           | 0          | 0                 | 0                 | 0                 | 0                 | 0          | 0          | 0           | 0          | 1        | 0      | 0           | 0          |